# Тофуцу
Тофуцу (Тофуцу-Ко; яп. 涛沸湖) — лагунное озеро на востоке японского острова Хоккайдо. Располагается на территории округа Охотск в префектуре Хоккайдо. Относится к бассейну Охотского моря, сообщаясь с ним на северо-западе через протоку, впадающую в залив Абасири. Вместе с озёрами Ноторо, Абасири и Сарома входит в состав квазинационального парка Абасири.

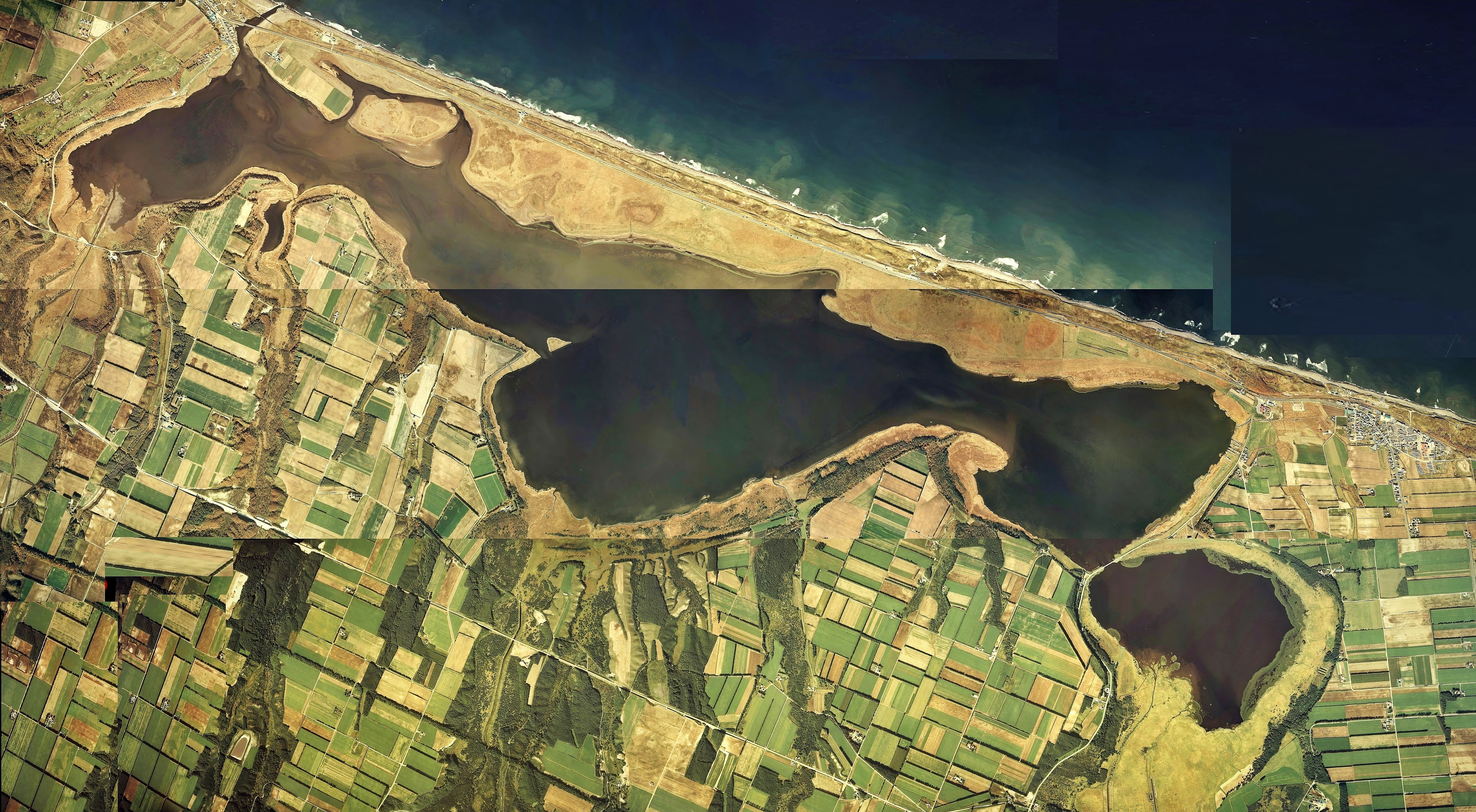
Аэрофотосъёмка озера Тофуцу в 1977 году

Тофуцу представляет собой солоноватое эвтрофное озеро, находящееся на высоте 1 м над уровнем моря между железнодорожными станциями Китахама и Хамакосимидзу на западе южного побережья залива Абасири. Площадь озера составляет 8,3 км², глубина достигает 2,4 м. Протяжённость береговой линии — 27 км.